# Dubee
Маджор Нортон Третий (англ. Major Norton III; род. 19 ноября 1974), более известный под сценическими псевдонимами Dubee и Dubee A.K.A. Sugawolf — американский рэпер из Вальехо, Калифорния.

## Биография
Dubee является ветераном хип-хоп сцены Области залива Сан-Франциско и бывшим игроком футбольной команды Городского колледжа Сан-Франциско, где он был раннинбеком. Маджор занимает четвёртое место в рейтинге колледжа по количеству ярдов за один сезон и восьмое место в категорию ярдов за всю историю карьеры.
В начале музыкальной карьеры Dubee подписал контракт с лейблом Young Black Brotha Records, который принадлежал местному продюсеру из Вальехо Khayree. В 1995 году он выпустил альбом под названием Dubee AKA Sugawolf через Atlantic Records. Он долгое время сотрудничал с исполнителями из Северной Калифорнии (например с коллегами по лейблу Ray Luv и Young Lay) и за её пределами.
С конца 90-х годов по настоящее время Dubee подписан на лейбл Thizz Entertainment, владельцем которого являлся Mac Dre (в настоящее время J-Diggs). На этом лейбле он выпустил такие свои альбомы, как Turf Matic и Last Of A Thizzin' Breed. Его треки также появлялись в компиляциях из серии Thizz Nation.

## Дискография

### Студийные альбомы
- Dubee a.k.a. Sugawolf (1995)
- For That Scrilla (1997)
- Dangerous Prospects (1999)
- 100 % G-Shit (2001)
- Turf Matic (2003)
- Why Change Now? (2005)
- Last of a Thizzin' Breed (2008)
- Thizzmatic (2008)
- Da «T» (2009)
- The Furly Ghost Volume 2 (2010)

### Совместные альбомы
- Turf Buccaneers в составе Cutthroat Committee (2001)
- Money iz Motive в составе Cutthroat Committee (2005)

### Компиляции
- Best of Sugawolf Pimp (2007)

### Мини-альбомы
- Free совместно с Little Bruce (2014)